# Eudimorfodon
Eudimorfodon (Eudimorphodon) – pterozaur z rodziny Campylognathoididae
Żył w okresie późnego triasu (noryk), ok. 216-203 mln lat temu, na terenach obecnej Europy. Długość ciała ok. 70-100 cm, wysokość ok. 20 cm, rozpiętość skrzydeł ok. 1-1,2 m, masa ok. 2 kg. Jego szczątki znaleziono we Włoszech, w okolicach miasta Bergamo.
Jego nazwa oznacza "zęby naprawdę dwóch rodzajów", ponieważ posiadał 2 rodzaje zębów – cienkie i szpiczaste z przodu szczęki oraz szerokie z tyłu szczęki. Żywił się rybami.
Z pewnością można do tego rodzaju zaliczyć tylko jego gatunek typowy – Eudimorphodon ranzii. Wyróżniany dawniej drugi gatunek, E. rosenfeldi, jest obecnie zaliczany do odrębnego rodzaju Carniadactylus. Jenkins i współpracownicy (2001) opisali trzeci gatunek, E. cromptonellus, na podstawie skamieniałości odkrytych na Grenlandii. Analizy kladystyczne nie potwierdzają jednak bliskiego pokrewieństwa tego gatunku z E. ranzii; np. z analizy kladystycznej przeprowadzonej przez Wanga i współpracowników (2009) wynika, że "E." cromptonellus był taksonem siostrzanym do gatunku Peteinosaurus zambellii. Z kolei z analizy przeprowadzonej przez Dalla Vecchię (2009) wynika, że "E." cromptonellus był siostrzany do bazalnego pterozaura znanego z odkrytego w Tyrolu szkieletu oznaczonego BSP 1994 I 51 (ustanowionego w późniejszej publikacji holotypem gatunku Austriadraco dallavecchiai); według tej analizy klad obejmujący "E." cromptonellus i BSP 1994 I 51 był siostrzany do kladu obejmującego wszystkie pozostałe pterozaury (w tym Eudimorphodon ranzii i Carniadactylus rosenfeldi) poza najbardziej bazalnymi rodzajami Austriadactylus i Preondactylus. Kellner (2015) ustanowił "E." cromptonellus gatunkiem typowym odrębnego rodzaju Arcticodactylus.